# Reserva natural regional Tor Caldara
La Reserva natural regional Tor Caldara (en italiano, Riserva naturale Regionale Tor Caldara) es una reserva natural italiana, situada en los alrededores de Lavinio Lido di Enea en el municipio de Anzio. Fue instituida en el año 1988 mediante ley regional del Lacio, y es dirigida por el WWF.
Sobre la base del Decreto 25/3/2005, publicado en la Gaceta Oficial de la República n.º 157 de 8 de julio de 2005 y predispuesto por el Ministerio de Medio Ambiente y de la Tutela del Territorio y del Mar en el sentido de la directiva comunitaria, la reserva regional Tor Caldara está considerada como una Zona Especial de Conservación.